# Parque nacional de Mercantour
El Parque Nacional de Mercantour (en francés: Parc National du Mercantour) es un parque nacional de Francia, uno de los siete (julio de 2017)  establecidos en  la Francia metropolitana. Fue declarado en 1979, y actualmente lo visitan unos 800 000 turistas al año que disfrutan de sus senderos y aldeas.

## Extensión
El área protegida comprende una superficie de 685 km², que consiste en una zona central deshabitada rodeada de siete valles —Roya, Bévéra, Vésubie, Tinée, Var/Cians (en los Alpes-Maritimes) y Verdon y Ubaye (en los Alpes-de-Haute-Provence)— además de una zona periférica donde existen 28 aldeas. Cerca del Mont Bégo existen petroglifos grabados en piedra y caras sobre granito que datan de última etapa del Neolítico y de la Edad de Bronce. Esta zona se conoce como el Valle de las Maravillas.